# 삿포로 TV 방송
삿포로TV방송은 1959년 4월 1일 홋카이도의 2번째 민영 텔레비전 방송국으로 개국했다.
약칭은 STV, 콜사인은 JOKX-DTV이다.

## 개요
- 1962년 12월 15일부터 AM라디오 방송을 시작하면서,일본에서 「텔레비전 방송국이 먼저 개국하고 그 다음 라디오 방송을 개시」한 유일한 라디오·텔레비전 겸영 방송국이었지만 2005년 라디오 부문을 분사하면서 라디오 방송 면허가 주식회사 STV라디오에 계승되면서 STV는 다시 텔레비전 단영 방송국이 되었다.
- 대규모 사업소 고유 우편 번호를 HBC가 오래전부터 사용하고 있던 반면 STV는 채용하지 않았는데 그 이유가 본사에 병설된 「STV홀」이 있는 곳을 시청자에게 주지시키기 위해서라는 이야기가 있으며 덧붙여 현재 일본에서 사용하는 7자리수 우편 번호로 우편번호가 전부 변경되었을 때 STV도 사업소 고유의 우편 번호를 채용했다.
- 2006년 4월,홋카이도 지역의 전기제공 회사인 홋카이도 전력이 대주주가 되자 홋카이도 전력에 대한 보도가 중립적으로 행해질지가 주목받던 중 2007년 2월 22일 홋카이도 전력이 화력 발전소의 자료를 조작하고 있던 사실이 발각되었고 그 자료에서 조작된 매진 농도가 실재로는 일본법률상 기준치를 웃돌아 발전소 근처 주민의 건강에 대해 문제가 재기되었지만 STV에서는 짧은 속보로만 보도했다.

### 라디오 부문 분사화
- 2005년 7월 12일 라디오 부문(정식적 조직명은 「삿포로 TV 방송 주식회사 라디오국」)이 분사되면서 삿포로TV방송의 100% 출자에 의한 자회사로서 「주식회사STV라디오」가 설립되었다.이런 식으로 새롭게 탄생한 「STV 라디오」는, 2005년 10월 1일자로 중파 방송국의 방송 면허를 「삿포로 TV 방송」에서 계승하여 독립된 별도의 회사로서 방송을 개시했다.현재는홋카이도의 유일한 「AM라디오단영국」이기도 하다.
일본의 텔레비전·라디오 겸영국에서 라디오 부문이 분사되어 방송 면허가 승계된 예는, 2001년 10월 1일 TBS에서 분사된TBS 라디오에 이어 2번째로, 지역 방송국으로서는 첫 시도가 되었다.STV라디오에 이행 한 부문은 주로 라디오 방송에 관한 제작·영업만으로, 아나운스 업무, 전파 송신 업무, 송신소의 유지 관리등의 업무는 계속 삿포로테레비가 담당하면서, STV라디오로부터 업무 위탁·출향 취급을 받고 있다.

- TBS의 경우와는 달리, 예전부터 텔레비전(삿포로 방송국:JOKX-TV)과 라디오(삿포로·토마코마이·무로란 방송국:JOWF)가 다른 콜사인을 사용하고 있었기 때문에, 분사 후에도콜사인은 변경되지 않았다.또, 기타미 방송국(아바시리 송신소)에서는 예전부터 텔레비전·라디오 모두 같은 콜사인(텔레비전:JOVX-TV, 라디오:JOVX)을 사용하고 있었지만 분사 후에도 콜사인을 변경하지 않고 그대로 사용하고 있어서 라디오단영국으로서는 일본에서 유일하게, 콜사인 끝에 「X」가 붙는 방송국이 되었다.

- 라디오 분사 후에도, 텔레비전·라디오 프로그램표의 동시 청구는 예전처럼 가능하다.또, 라디오 수신 보고서의 새로운 수신처는 「STV 라디오 방송센터 방송 실시부」가 되지만, 텔레비전 단영국이 된 STV에서도 「STV 기술국 기술 계획부」에서 종래대로 TV·라디오의 수신 보고서를 받아들이고 있다.이것은 텔레비전·라디오의 전파 송신을 STV가 일괄해 관리하고 있기 때문에, 라디오의 전파 송신 업무는 STV 라디오로에서 업무 위탁을 받고 있다.또, 텔레비전·라디오의 시청자로부터의 의견·문의도 예전처럼 STV의「시청자 센터」에서 받아들이고 있다.

## 연혁
홋카이도에 새로운 민영 방송국을 위한 텔레비전 채널을 할당할 수 있게 되자 당시의 홋카이 타임즈(현재는 폐간)는 홋카이도 신문과 홋카이도 방송(HBC)의 자본 관계에 대항하기 위하여 방송국 개설을 결의해 면허를 신청하고 한편 니혼 TV도 1사에 의한 전국 방송을 실시하기 위해 면허를 신청하게 된다.
게다가 (구)오타루 신문(전쟁 전, 요미우리 신문에 의해 발행되고 있던 지방 신문)의 관계자를 중심으로 한 일파가 면허를 신청하고 홋카이도에 진출하고 있던 도큐와 마이니치 신문이 손을 잡으면서 홋카이도 출신의 시카나이 노부타카 당시 후지 텔레비전 전무 이사와 연합해서 면허를 신청했다.
이러한 설립세력을 홋카이도 탄광기선의 사장이었던 하기와라 키치타로가 연합시켜 「삿포로 TV 방송」이란 이름으로 신청세력을 일원화시켰고 이러한 이유로 개국 당초부터 니혼TV와의 관계가 강했으며 그리고 후지 텔레비전과의 관계도 깊었다. 그러나, 개국초기에는 「준 교육방송국」으로 방송면허가 부여 되었기 때문에 학교방송을 방송하기 위해 NET-TV(현재의 TV 아사히)와도 네트워크 관계를 맺었다.
1958년(쇼와 33년)
- 4월 8일 - 삿포로 TV 방송 설립.

1959년(쇼와 34년)
- 4월 1일 - 텔레비전 본방송 개시.오전중 학교방송은 NET-TV, 오후의 교양·오락 프로그램은 니혼TV 프로그램을 방송.

1961년(쇼와 36년)
- 2월 17일 - 중파(AM) 라디오 방송 예비 면허를 신청.

1962년(쇼와 37년)
- 4월-NET-TV에서의 오전중 학교방송이 HBC으로 이행되면서 NET-TV와의 네트워크 해지와 동시에 니혼TV·후지 TV와의 크로스넷화가 진행되었다.
- 12월 15일 - 일본 44번째 , 홋카이도에서 2번째로 민영국 운영 중파(AM)라디오 본방송 개시 .

1965년(쇼와 40년)
- 5월 -【라디오】NRN에 가맹 .

1966년(쇼와 41년)
- 3월 20일 -【TV】삿포로 방송국 컬러 방송 개시(홋카이도내 전역 컬러방송화는 1968년 달성)
- 4월-【텔레비전】NNN에 가맹 .

1968년(쇼와 43년)
- 4월 -【라디오】닛폰방송의 심야방송「올나이트 닛폰」을 전국에서 처음으로 네트워크 연결.

1969년(쇼와 44년)
- 10월 -【텔레비전】FNS에 가맹.[1]

1972년(쇼와 47년)
- 3월 - 후지 텔레비전·마이니치 신문계 임원이 퇴진하는 대신 요미우리 신문·니혼TV 계열의 임원을 선출.
- 4월 - 홋카이도 분카 방송(FNN 계열) 개국에 따라 텔레비전 네트워크를 니혼TV쪽으로 일원화시켰으며 이 때문에 FNS를 탈퇴한다.
- 8월 -【라디오】방송국 주최 첫 번째 이벤트로 제1회 「STV라디오 여름축제」개최.

1977년(쇼와 52년)
- 10월 -【텔레비전】TV CM자동 편집 송출 시스템 운용 개시(일본 최초).

1979년(쇼와 54년)
- 7월 -【TV】삿포로 방송국 음성다중방송개시 .

1982년(쇼와 57년)
- 4월 -【텔레비전】TV 영업 운행 온라인 시스템 운용 개시.
- 12월 -【텔레비전】TV 뉴스 라이브러리 시스템 운용 개시 .

1988년(쇼와 63년)
- 11월 - 보스턴의 WBZ방송국과 자매국 제휴 조인 .

1989년(헤이세이 원년)
- 1월 - 중국 심양전시대와 우호국 제휴 조인 .
- 7월 - SNG 기지국 운용 개시 .
- 8월 -【텔레비전】고화질 텔레비전(하이비전) 방송 개시 .

1991년(헤세이 3년)
- 6월 -【텔레비전】CM뱅크 시스템 운용 개시.

1995년(헤세이 7년)
- 1월 -【라디오】생방송 전용 스튜디오 「V스튜디오」운용 개시.
- 3월 - 아오모리시에 도호쿠 지국 개설(현재는 센다이시 아오바구 로 이전) .
- 4월 -【라디오】아사히카와·하코다테·무로란·아바시리·오비히로·쿠시로 방송국의 송신출력을 증력(3월까지는 모두 1kw였다.).

1996년(헤세이 8년)
- 1월 - 인터넷 홈페이지개설
- 10월 -【라디오】삿포로 방송국에서 AM스테레오 방송개시.
- 【라디오】교통 안전 캠페인의 일환으로서 「드라이버즈·네트워크」개시.

1998년(헤세이 10년)
- 9월 - 베를린지국 개설.

2000년(헤세이 12년)
- 2월-【텔레비전】삿포로 방송국 관내에서 심야시간 NNN24(현:니혼TV NEWS 24)에 의한 동시연결 방송 개시.

2004년(헤세이 16년)
- 8월-【텔레비전】NNN24(현:니혼TV NEWS 24)에 의한 필러 방송을 도내 전역으로 확대.

2005년(헤세이 17년)
- 7월 12일-【라디오】라디오국을 분사, 「주식회사 STV라디오」발족 .
- 10월 1일-【라디오】라디오국의 중파 라디오 방송 면허를 주식회사 STV 라디오에 승계.

~이 이후에는 텔레비전 방송국의 연혁만 기술한다.~
2006년(헤세이 18년)
- 3월 31일 - HD 대응 대형 중계차(신 제1 중계차) 도입.
- 6월 1일 - 삿포로 방송국 지상파 디지털 텔레비전 방송·원세그 방송의 본방송 개시.
- 12월 1일 - HD 대응 SNG 중계차도입.

2007년(헤세이 19년)
- 10월 1일 - 하코다테 방송국·아사히카와 방송국·오비히로 방송국·구시로 방송국·기타미 방송국·무로란 방송국으로 지상 디지털 방송 개시.다만, 아날로그 방송과 달리 하코다테·아사히카와·오비히로·쿠시로·아바시리·무로란의 각 방송국은 모두 삿포로 방송국의 중계국 취급을 받는다.

2011년(헤세이 23년)
- 7월 24일 - 지상파 아날로그 텔레비전 방송 종료

## 네트워크의 변천
- 1959년 4월 1일 - 개국. 일반 프로그램은 니혼 TV를 중심으로, 교육 프로그램을 NET TV의 프로그램을 방송하는 것으로 정했다(일부 NET-TV 제작 일반 프로그램도 방송, 또 일부후지 TV제작 프로그램도 방송했다).
- 1962년 4월 1일 - 홋카이도 방송(HBC)과 NET TV제작 프로그램 방송권 교환(교육 프로그램과 일부 일반 프로그램을 HBC에 이행).이 외후지 TV제작 프로그램도 일부 HBC에서 이행.
- 1966년 4월 1일 - HBC에서 후지 TV제작 프로그램이 완전히 이행.동시에 뉴스 네트워크NNN에 가맹하면서 뉴스는 니혼TV의 것만 방송하기로 정한다.
- 1969년 4월 1일 - NET TV제작 프로그램이 홋카이도 TV 방송(HTB)에 완전 이행[2]
- 1969년 10월 1일 - FNS에 가맹(뉴스 네트워크인 FNN에는 끝까지 가맹하지 않았다).
- 1972년 10월 1일 - 후지 TV제작 프로그램을 홋카이도 분카 방송(uhb)으로 이관하면서 완전한 니혼TV 계열국이 되었다.[3]이와 동시에NNS에 가맹.

## 홋카이도에 있는 다른 텔레비전·라디오 방송국

### NHK
- NHK 삿포로 방송국(홋카이도 지역 거점 방송국)
- NHK 하코다테 방송국
- NHK 아사히카와 방송국
- NHK 무로란 방송국
- NHK 기타미 방송국
- NHK 오비히로 방송국
- NHK 구시로 방송국

### 민영 방송국
- 홋카이도 방송(HBC)(TV는 도쿄 방송 계열, 라디오는 JRN·NRN계열)
- 홋카이도 분카 방송(uhb)(후지 TV 계열)
- 홋카이도 TV 방송(HTB)(TV 아사히 계열)
- TV 홋카이도(TVh)(TV 도쿄 계열)
- FM 홋카이도(JAPAN FM NETWORK 계열)
- FM 노스웨이브(JAPAN FM LEAGUE 계열)